# Curtiss HA
Curtiss HA (Dunkirk Fighter) là một loại thủy phi cơ hai tầng cánh của Hoa Kỳ, do đại úy B.L. Smith thuộc Lục quân Thủy chiến Hoa Kỳ thiết kế, hãng Curtiss Aeroplane and Motor Company chế tạo.

## Tính năng kỹ chiến thuật (HA-2)
Dữ liệu lấy từ Angelucci, 1987. pp 116-117.
Đặc điểm tổng quát
- Kíp lái: 2
- Chiều dài: 30 ft 9 in (9.37 m)
- Sải cánh: 42 ft 0 in (12.80 m)
- Chiều cao: 11 ft 5 in (3.47 m)
- Diện tích cánh: 490 ft2 (45.52 m2)
- Trọng lượng rỗng: 2.946 lb (1.336 kg)
- Trọng lượng có tải: 3.907 lb (1.772 kg)
- Động cơ: 1 × Liberty 12, 360 hp ( kW)

Hiệu suất bay
- Vận tốc cực đại: 118 mph (190 km/h)
- Vận tốc lên cao: 790 ft/min (4 m/s)

Vũ khí trang bị
- 4 × súng máy.30 in (7,62 mm)